# Idioma madhi-madhi
Madhi-Madhi, también conocido como Muthimuthi o Madi Madi, es un idioma aborigen australiano hablado por el pueblo aborigen Mathi Mathi de Nueva Gales del Sur.
Instituto Australiano de Estudios Aborígenes e Isleños del Estrecho de Torres (AIATSIS) AUSTLANG Código: D8 y nombre de referencia: Mutti Mutti / Muthi Muthi, también conocido como Madhi Madhi, Madi Madi, Bakiin, Mataua , Matimati, Matthee matthee, Moorta Moorta, Mudhi Mudhi, Muthimuthi, Muti muti, Muttee Muttee, Madimadi, Mutte Mutte, Madi madi.
Luise Hercus publicó en 1989 una cantidad sustancial de datos del idioma Madhi Madhi registrados por Jack Long, a quien describió como "el último hombre Madimadi".

## Lecturas externas
- Blake, Barry J.; Hercus, Louise; Morey, Stephen; Ryan, Edward (2011). The Mathi group of languages. Canberra: Australian National University. ISBN 978-0-85883-635-8. Archivado desde el original el 9 de julio de 2020.

- Datos: Q6727353